# Красовское сельское поселение
Красовское се́льское поселе́ние — муниципальное образование в Оконешниковском районе Омской области Российской Федерации.
Административный центр — село Красовка.

## История
Статус и границы сельского поселения установлены Законом Омской области от 30 июля 2004 года № 548-ОЗ «О границах и статусе муниципальных образований Омской области».

## Население
| 2010 | 2011 | 2012 | 2013 | 2014 | 2015 | 2016 |
| ---- | ---- | ---- | ---- | ---- | ---- | ---- |
| 759  | ↘755 | ↘740 | ↗744 | ↘732 | ↗735 | ↘718 |
| 2017 | 2018 | 2019 | 2020 | 2021 | 2023 |      |
| ↘692 | ↘673 | ↘661 | ↘650 | ↗655 | ↘639 |      |

## Состав сельского поселения
| № | Населённый пункт | Тип населённого пункта       | Население |
| - | ---------------- | ---------------------------- | --------- |
| 1 | Васильевка       | деревня                      | ↘22       |
| 2 | Красовка         | село, административный центр | ↘722      |
| 3 | Миргородка       | деревня                      | ↘15       |

Деревня Октябрьское была упразднена Законом от 28 октября 2020 года.